# Mitsuo Tsukahara
Mitsuo Tsukahara (塚原 光男, Tsukahara Mitsuo), né le 22 décembre 1947, est un ancien gymnaste japonais plusieurs fois médaillé olympique (dont 5 fois en 1976). Il est aussi célèbre pour avoir inventé un saut qui porte désormais son nom.
Vainqueur de 5 médailles d'or, 1 d'argent et 3 de bronze, Tsukahara a été un élément très important de l'équipe de gymnastique du Japon qui a remporté le concours général par équipes en 1968, 1972 et 1976.

## Biographie
Mitsuo Tsukahara fait ses débuts aux Jeux olympiques lors des Jeux olympiques 1968 de Mexico où il fait partie de l'équipe qui remporte un troisième titre consécutif au concours par équipe. La sélection japonaise est alors dominée par Sawao Katō qui remporte le concours général et l'épreuve du sol et Yukio Endō, vainqueur du concours général quatre ans plus tôt à Rome. Tsukahara termine pour sa part à la 18e place du concours général. Dans les concours par appareil, il termine également second aux anneaux et au sol.
Deux ans plus tard, lors des Championnats du monde 1970, il remporte son premier titre individuel, au saut de cheval. Ce titre est obtenu grâce à une évolution qui porte encore son nom. Il termine également second aux anneaux et au concours général. Le Japon, avec la victoire par équipe, remporte sept des huit titres masculins.
Deux ans plus tard, il invente un nouveau mouvement, lors de la barre fixe cette fois. Cela contribue à lui offrir le titre olympique de l'épreuve aux Jeux olympiques 1972 de Munich, compétition où il remporte le titre par équipe et le bronze aux anneaux. Au concours général, il termine à la huitième place.
Il participe à ses troisièmes jeux aux jeux olympiques 1976 de Montréal. La domination des Japonais s'est considérablement atténuée depuis les derniers Jeux olympiques. Lors du concours par équipe, ils sont de plus privés de l'une de leurs meilleures armes, Shigeru Kasamatsu, victime d'une appendicite aiguë, et de Shun Fujimoto, blessé à l'épreuve au sol. Au départ de la dernière rotation, les Soviétiques sont en tête. Mais les Japonais terminent à la barre fixe. Tsukahara, qui est le dernier à concourir, n'a besoin que d'un 9,50 pour donner un nouveau titre à son pays. Il réussit 9,90 et remporte son troisième titre olympique consécutif au concours général par équipe,. Il conserve son titre de la barre fixe et remporte trois autres médailles, l'argent au saut de cheval, et le bronze aux barres parallèles et au concours général.
Mitsuo Tsukahara met un terme à sa carrière après les championnats du monde de 1978 où il remporte son troisième titre consécutif au concours par équipe.

## Vie personnelle
Il est marié à Chieko Oda, membre de l'équipe de gymnastique du Japon quatrième des jeux de Mexico.
Son fils Naoya Tsukahara est lui aussi un gymnaste qui, comme son père, est devenu champion olympique du concours par équipe lors des jeux olympiques 2004 à Athènes.

## Palmarès

### Jeux olympiques
- Mexico 1968
  -  Médaille d'or au concours par équipes

- Munich 1972
  -  Médaille de bronze aux anneaux
  -  Médaille d'or à la barre fixe
  -  Médaille d'or au concours par équipes

- Montréal 1976
  -  Médaille de bronze aux barres parallèles
  -  Médaille d'or à la barre fixe
  -  Médaille d'argent au saut de cheval
  -  Médaille de bronze au concours général individuel
  -  Médaille d'or au concours par équipes

### Championnats du monde
- Ljubljana 1970
  -  médaille d'or par équipes
  -  médaille d'or au saut de cheval
  -  médaille d'argent au concours général individuel
  -  médaille d'argent au anneaux

- Varna 1974
  -  médaille d'or par équipes

- Strasbourg 1978
  -  médaille d'or par équipes